# 大阪府道33号富田林太子線
大阪府道33号富田林太子線（おおさかふどう33ごう とんだばやしたいしせん）は、大阪府富田林市から南河内郡太子町に至る府道（主要地方道）である。

## 概要
1977年（昭和52年）3月25日までは主要地方道富田林大和高田線という名称だった。

### 路線データ
- 起点：大阪府富田林市本町（本町北交差点、国道170号（旧道）交点）
- 終点：大阪府南河内郡太子町山田（太子町交番前交差点、国道166号交点）

## 歴史
- 1977年（昭和52年）3月25日　富田林大和高田線が廃止され、新たに富田林太子線として認定される[1]。
- 1993年（平成5年）5月11日 - 建設省から、府道富田林太子線が富田林太子線として主要地方道に指定される[2]。

## 路線状況

### 重複区間
- 大阪府道705号富田林五條線（起点 - 富田林市・金剛大橋東詰交点）
- 大阪府道27号柏原駒ヶ谷千早赤阪線（南河内郡河南町大ヶ塚・大ヶ塚交差点 - 南河内郡河南町寺田・寺田北交差点）

### 不通区間
- 南河内郡河南町東山地先 - 同郡太子町山田地先（金剛バス御陵前停留所付近）

## 地理

### 通過する自治体
- 富田林市
- 南河内郡
  - 河南町
  - 太子町

### 交差する道路
- 国道170号（旧道）（富田林市・本町北交差点）
- 大阪府道705号富田林五條線（富田林市・金剛大橋東詰交差点）
- 大阪府道27号柏原駒ヶ谷千早赤阪線（南河内郡河南町大ヶ塚・大ヶ塚交差点）
- 大阪府道27号柏原駒ヶ谷千早赤阪線（南河内郡河南町寺田・寺田北交差点）
南河内郡河南町東山から南河内郡太子町山田まで未供用区間
- 国道166号・大阪府道32号美原太子線（南河内郡太子町山田・太子町交番前交差点）

### 沿線にある施設など
- 富田林寺内町
- 富田林市東公民館
- 大ヶ塚郵便局
- 大阪芸術大学
- 上宮太子高等学校
- 推古天皇陵
- 富田林警察署 太子町交番